# 아가트 보니처
아가트 보니처(Agathe Bonitzer, 1989년 4월 24일 ~ )는 프랑스의 배우이다.

## 출연 작품
- 썬비트 (2017)
- 르 슈망 (2017)
- 라이트 히어 라이트 나우 (2016)
- 여교황 요안나 (2016)
- 잠자는 미녀 (2016)
- 해피엔딩 네버엔딩 (2013)
- 베일을 쓴 소녀 (2013)
- 나이츠 위드 데오도르 (2012)
- 오르탕스를 찾아서 (2012)
- 커밍 홈 (2012)
- 가자지구 바다의 물병 (2011)
- 인 더 포 윈드 (2010)
- 버스 팔라디움 (2010)
- 파든 마이 프렌치 (2009)
- 르 그랑 알리바이 (2008)
- 아름다운 연인들 (2008)
- 당신을 생각해요 (2006)
- 작은 상처들 (2003)
- 필링스 (2003)